# Parapalicus armatus
Parapalicus armatus is een krabbensoort uit de familie van de Palicidae. De wetenschappelijke naam van de soort is voor het eerst geldig gepubliceerd in 2000 door Castro.